# Christone Ingram
Christone Ingram, noto anche con lo pseudonimo di Kingfish (Clarksdale, 19 gennaio 1999), è un cantante e chitarrista statunitense.
È noto fin dalla giovane età come uno dei migliori musicisti blues della sua generazione, grazie al suo stile chitarristico unico, egli ha guadagnato il plauso della critica specializzata.
Nel 2022, Ingram ha vinto il Grammy Award per il miglior album blues contemporaneo grazie al suo secondo lavoro in studio "662". Inoltre, nel 2023 Ingram è stato inserito all'età di soli 24 anni nella lista dei migliori 250 chitarristi della storia redatta da Rolling Stone.

## Biografia

### Infanzia
Ingram è nato da Princess Pride e Christopher Ingram a Clarksdale, Mississippi, nel 1999.
La sua famiglia partecipava regolarmente alle funzioni religiose e spesso durante l'infanzia Ingram cantava e suonava musica in chiesa. Da giovane egli ascoltava blues e rock, ispirandosi a Robert Johnson, Lightnin' Hopkins, B.B. King, Muddy Waters e altri.

### Musicale
Quando aveva quindici anni, Ingram aveva già ricevuto numerose offerte per esibirsi e per suonare chitarre personalizzate di vari brand. Christone ha descritto come il suo interesse per il blues fosse stato accolto negativamente dai suoi amici, i quali erano interessati alla musica hip hop: I miei amici mi dicevano "Tu che sei così giovane ascolti quella musica vecchia e triste". e io rispondevo: "Beh ascolto il blues più per una questione di cultura, sai? Il blues è storia. Questa musica ha dato vita a quello che voi ascoltate oggi, perché sapete, secondo me il rap non è altro che il nipote del blues."
Nel 2015, grazie a varie apparizioni live, ha attirato l'attenzione di Tony Coleman, che era il batterista del leggendario B.B. King. Coleman ha detto che Kingfish stava suonando il blues nella maniera corretta e che il ragazzo avesse un grande potenziale".
Nel novembre 2014, come parte della band fondata dal Delta Blues Museum (museo che preserva la cultura blues) egli si è esibito per Michelle Obama alla Casa Bianca.

### Kingfish
Il suo album di debutto, Kingfish, è stato pubblicato dalla Alligator Records il 17 maggio 2019. È stato prodotto dal noto musicista vincitore del Grammy Award Tom Hambridge. Il disco Kingfish ha raggiunto la posizione numero 1 della classifica Billboard Blues Chart della rivista Billboard. L'album, oltre ad avere ricevuto una nomination ai Grammy Awards, è stato ben recensito anche dalla critica. Il noto sito AllMusic lo definisce come "un grande album blues".

### 662
Ingram ha pubblicato il suo secondo album in studio, "662", nel luglio 2021. Ingram è di Clarksdale e come dice lui stesso "662 è il codice postale della mia città. Rappresenta l'intero delta settentrionale del Mississippi.
Il 3 aprile 2022, Ingram ha vinto il Grammy Award come miglior album blues contemporaneo per "662" alla 64ª edizione dei Grammy Awards.
Ingram ha aperto il concerto dei Rolling Stones all'Hyde Park di Londra nel 2022.

## Vita privata
Sua madre è cugina di primo grado del noto musicista country Charley Pride. 
Ingram ha la sindrome di Asperger.

## Stile chitarristico
Tocco molto espressivo, da notare lo stampo di B.B.King, eccelle nel vibrato, tipico blues, gran parte scandito dal bending, usando un suono molto asciutto e caldo.
Per i generi, KingFish è un chitarrista prevalentemente blues, ma si cimenta in gospel, soul, Texas blues di derivanze jazz.

## Discografia

### Album in studio
| Anno | Titolo   | Dettagli |
| ---- | -------- | --- |
| 2019 | Kingfish | - Rilasciato: 17 maggio 2019 - Formati: CD, LP, download digitale, streaming - Etichetta: Alligator Records - Note: candidato ai Grammy Awards |
| 2021 | 662      | - Rilasciato: 23 luglio 2021 - Formati: CD, LP, download digitale, streaming - Etichetta: Alligator Records - Note: vincitore ai Grammy Awards |

### Album live
| Anno | Titolo         | Dettagli |
| ---- | -------------- | --- |
| 2023 | Live in London | - Rilasciato: 13 ottobre 2023 - Formati: CD, LP, download digitale, streaming - Etichetta: Alligator Records - Registrato: 6 giugno 2023 al "The Garage", Londra |